# Gedenkstätten von nationaler und internationaler Bedeutung in Deutschland
Diese Liste gibt einen Überblick über die von der Bundesrepublik Deutschland offiziell als Gedenkstätten von nationaler und internationaler Bedeutung eingestuften Gedenkstätten in Deutschland. Die Zuständigkeit liegt beim Beauftragten der Bundesregierung für Kultur und Medien, BKM (Kulturstaatsminister) im Rahmen des dort angesiedelten Schwerpunktprogramms „Aufarbeitung und Gedenken“.

## Gedenkstättenkonzeption
In Weiterführung der ersten Enquete-Kommission „Aufarbeitung von Geschichte und Folgen der SED-Diktatur in Deutschland“ (Abschlussbericht 1994) stellte die zweite Enquete-Kommission „Überwindung der Folgen der SED-Diktatur im Prozess der deutschen Einheit“ in ihrem Abschlussbericht 1998 die Verantwortung des Bundes für „gesamtdeutsche Formen der Erinnerung an die beiden deutschen Diktaturen und ihre Opfer“ fest und konkretisierte sie. In diesem Bericht wurde erstmals vom Bund auch die „grundsätzliche Bedeutung der Gedenkstätten in der demokratischen Erinnerungskultur“ betont.
Daraus wurde eine Empfehlung zur Förderung von Gedenkstätten „an herausragenden Orten von gesamtstaatlicher Bedeutung in ganz Deutschland“ aus Mitteln des Bundes abgeleitet, wofür mehrere Kriterien angelegt wurden, nach denen die Gedenkstätten in drei Gruppen eingeteilt wurden. Für besondere Fälle wurde auch eine punktuelle und zeitlich befristete Fördermöglichkeit regionaler und lokaler Projekte vorgesehen.
Gedenkstätten von gesamtstaatlicher Bedeutung sollen nach dieser Konzeption „herausgehobene Einrichtungen“ sein, „die im öffentlichen Bewusstsein exemplarisch für bestimmte Formen der Verfolgung stehen“, außerdem ein wissenschaftlich, museologisch und pädagogisch fundiertes Konzept aufweisen, die Opfer- und Betroffenenverbände sowie Vereine miteinbeziehen und von dem jeweiligen Bundesland, in dem sie liegen, ebenfalls unterstützt werden.
Seit 1999 fördert die Bundesregierung auf der Grundlage dieser Konzeption insbesondere
- Gedenkstätten für die Opfer von Krieg und NS-Gewaltherrschaft[2]
- Gedenkstätten für die Opfer der kommunistischen Diktatur in der SBZ und der DDR[3]
- Erhaltung sowjetischer Ehrenmale. (da im deutsch-sowjetischen Nachbarschaftsvertrag vom 9. November 1990 vertraglich die wechselseitige Pflege und Erhaltung nationaler Gedenkstätten vereinbart wurde).[4]

Im Rahmen des Schwerpunktprogramms des BKM "Aufarbeitung und Gedenken" unterhält der Bund auch fünf
- Politikergedenkstiftungen zur Erinnerung an bedeutende deutsche Staatsmänner.[5]

### Weiterentwicklung
Am 9. November 2007 beschloss der Bundestag, in Berlin ein Freiheits- und Einheitsdenkmal zu errichten, das „an die friedliche Revolution im Herbst 1989 und an die Wiedergewinnung der staatlichen Einheit Deutschlands erinnern“ soll und zugleich an „die freiheitlichen Bewegungen und die Einheitsbestrebungen der vergangenen Jahrhunderte“.
Außerdem beschloss das Bundeskabinett im Frühjahr 2008 die Errichtung einer Ausstellungs- und Dokumentationsstätte zu Flucht und Vertreibung in Berlin, die von der Stiftung Flucht, Vertreibung, Versöhnung unterhalten wird.
Im Juni 2008 beschloss das Bundeskabinett die Fortschreibung der Gedenkstättenkonzeption von 1999 unter dem Titel „Verantwortung wahrnehmen, Aufarbeitung verstärken, Gedenken vertiefen“. In Zukunft sollen zum einen Gedenkstätten von nationaler Bedeutung, die an die nationalsozialistische Terrorherrschaft und ihre Opfer erinnern, und ebenso die Aufarbeitung der Diktatur in der Sowjetischen Besatzungszone und in der ehemaligen DDR und das Gedenken an deren Opfer stärker gefördert werden. Das neue Konzept sieht auch vor, die Gedenkstätten in Bergen-Belsen, Dachau, Flossenbürg und Neuengamme neu in die institutionelle Förderung aufzunehmen und einige Gedenkstätten stufenweise zu sanieren. Die finanziellen Mittel für die Gedenkstätten wurden zur Realisierung des weiterentwickelten Konzeptes in den Jahren 2008 und 2009 um 50 Prozent auf insgesamt 35 Millionen Euro angehoben.

## Gedenkstätten
Folgende Einrichtung sind in die institutionelle Förderung des Bundes aufgenommen. Daneben finanziert der Bund verschiedene Projekte von weiteren Gedenkstätten nationaler und internationaler Bedeutung.

### Gedenkstätten für die Opfer von Krieg und NS-Gewaltherrschaft
- Neue Wache, Berlin: seit dem Volkstrauertag 1993 „Zentrale Gedenkstätte der Bundesrepublik Deutschland“
- Denkmal für die ermordeten Juden Europas, Berlin
- Denkmal für die im Nationalsozialismus verfolgten Homosexuellen, Berlin
- Denkmal für die im Nationalsozialismus ermordeten Sinti und Roma Europas, Berlin
- Gedenkstätte Buchenwald
- Gedenkstätte Mittelbau-Dora
- Gedenkstätte und Museum Sachsenhausen
- Mahn- und Gedenkstätte Ravensbrück
- Gedenkstätte Bergen-Belsen
- Gedenkstätte Neuengamme
- Gedenkstätte Dachau und Flossenbürg (KZ-Gedenkstätte Dachau, KZ-Gedenkstätte Flossenbürg)
- Stiftung Topographie des Terrors, Berlin
- Gedenkstätte Deutscher Widerstand, Berlin (im Bendlerblock), betreut auch die Gedenkstätte Plötzensee
- Haus der Wannsee-Konferenz, Berlin
- Stiftung Sächsische Gedenkstätten (Gedenkstätte Pirna-Sonnenstein, Dokumentations- und Informationszentrum (DIZ) Torgau, Gedenkstätte Bautzen, Gedenkstätte Münchner Platz Dresden, Gedenkstätte Ehrenhain Zeithain)
- Humberghaus, Westmünsterland, hohe Authentizität, Schicksale in einer jüdischen Familie
- Gedenkstätte Grafeneck – Dokumentationszentrum

### Gedenkstätten für die Opfer der kommunistischen Diktatur in der SBZ und der DDR
Inhaftierung und politische Justiz:
- Gedenkstätte und Museum Sachsenhausen
- Gedenkstätte Buchenwald
- Stiftung Sächsische Gedenkstätten (Gedenkstätte Bautzen, Dokumentations- und Informationszentrum (DIZ) Torgau, Gedenkstätte Münchner Platz Dresden, Gedenkstätte Frauenhaftanstalt Hoheneck)
- Dokumentations- und Informationszentrum Torgau
- Gedenkstätte Bautzen
- Stiftung Gedenkstätte Berlin-Hohenschönhausen
- Gedenk- und Begegnungsstätte Leistikowstraße Potsdam
- Lernort Keibelstraße

Grenze und Teilung:
- Stiftung Berliner Mauer
- Gedenkstätte Deutsche Teilung Marienborn
- Deutsch-Deutsches Museum Mödlareuth

Daneben initiierte und finanzierte der Bund das Internetportal "Orte der Repression in SBZ und DDR".

### Sowjetische Ehrenmale
- Sowjetisches Ehrenmal Berlin-Tiergarten (Straße des 17. Juni)
- Sowjetisches Ehrenmal Berlin-Treptow
- Sowjetisches Ehrenmal Berlin-Pankow (Schönholzer Heide)

(Anmerkung: nur diese drei Ehrenmale sind in der offiziellen Liste der vom Bund geförderten Gedenkstätten aufgeführt, darüber hinaus existieren jedoch weitere, siehe Sowjetisches Ehrenmal)

## Politikergedenkstiftungen zur Erinnerung an bedeutende deutsche Staatsmänner
Folgende Stiftungen sind in die institutionelle Förderung des Bundes aufgenommen.
- Otto-von-Bismarck-Stiftung, Friedrichsruh
- Stiftung Reichspräsident Friedrich-Ebert-Gedenkstätte, Heidelberg
- Stiftung Bundeskanzler-Adenauer-Haus, Rhöndorf
- Stiftung Bundespräsident-Theodor-Heuss-Haus, Stuttgart
- Bundeskanzler-Willy-Brandt-Stiftung, Berlin

## Belege
1. ↑  Bundesregierung.de: Schwerpunktprogramm des BKM "Aufarbeitung und Gedenken" (Memento vom 13. März 2012 im Internet Archive)
2. ↑  Bundesregierung.de: Gedenkstätten für die Opfer von Krieg und NS-Gewaltherrschaft (Memento vom 29. Juni 2012 im Internet Archive)
3. ↑  bundesregierung.de: Gedenkstätten für die Opfer der kommunistischen Diktatur in der SBZ und der DDR (Memento vom 28. Juni 2012 im Internet Archive)
4. ↑  bundesregierung.de: Erhaltung sowjetischer Ehrenmale (Memento vom 29. Juni 2012 im Internet Archive)
5. ↑  bundesregierung.de: Politikergedenkstiftungen (Memento vom 3. November 2012 im Internet Archive)
6. ↑   Rede von Staatsminister Bernd Neumann in der Debatte „Fortschreibung der Gedenkstättenkonzeption“ im Deutschen Bundestag (Memento vom 26. September 2013 im Internet Archive), 13. November 2008.